# Raïon de Drohobytch
Le raïon de Drohobytch (en ukrainien : Дрогобицький район) est un raïon (district) dans l'oblast de Lviv en Ukraine.
Avec la réforme administrative de 2020, le raïon fut agrandi ; il se compose actuellement de : 
cinq hromadas :
- Boryslav hromada ;
- Drohobytch hromada ;
- Medenychi hromada ;
- Skhidnytsia hromada ;
- Truskavets hromada.

## Patrimoine
Le musée de Drohobytch, celui de Trouskavets ainsi que l'église Saint-Georges de Drohobytch.

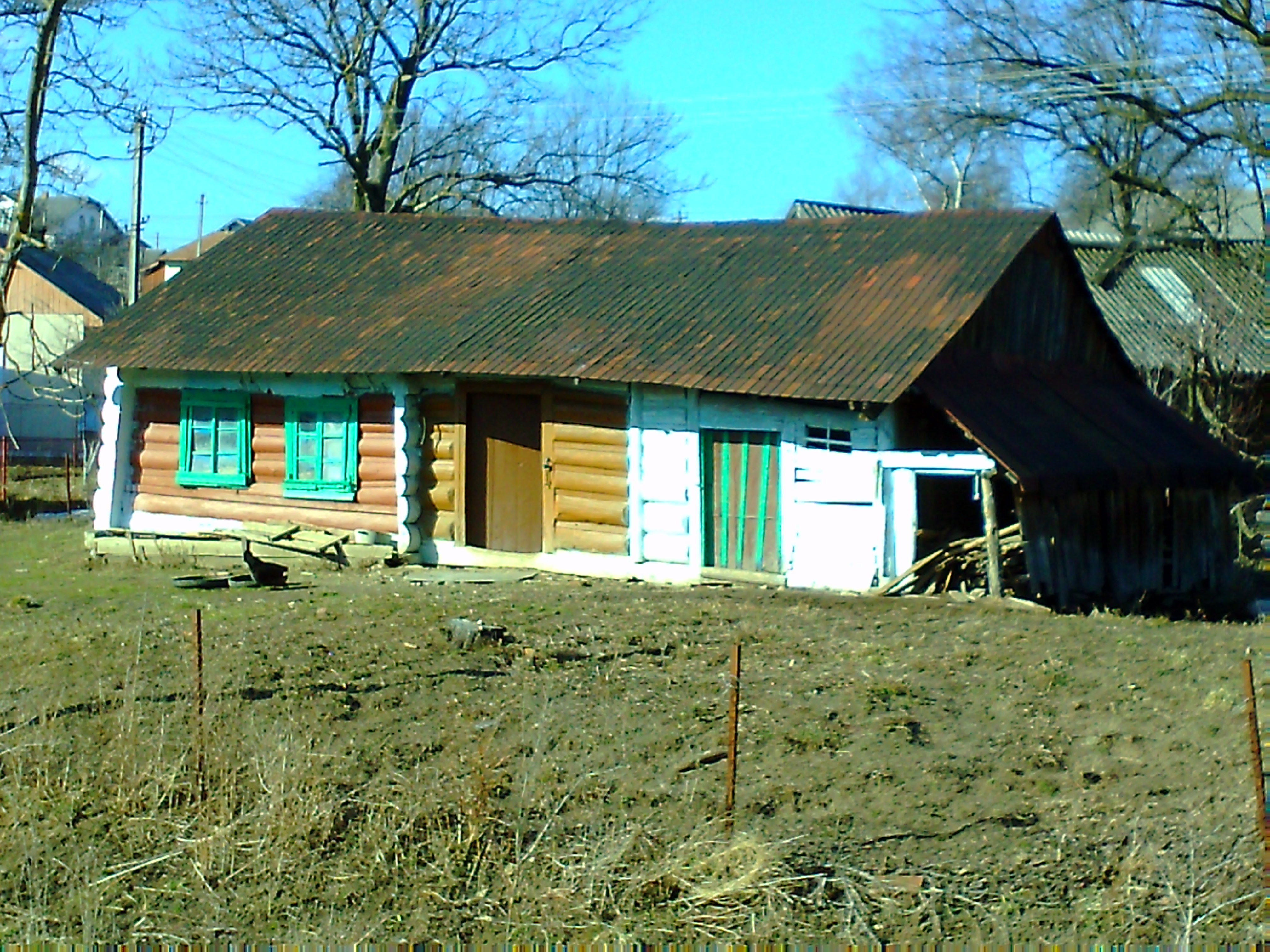
La maison d'Ivan Franko, classée
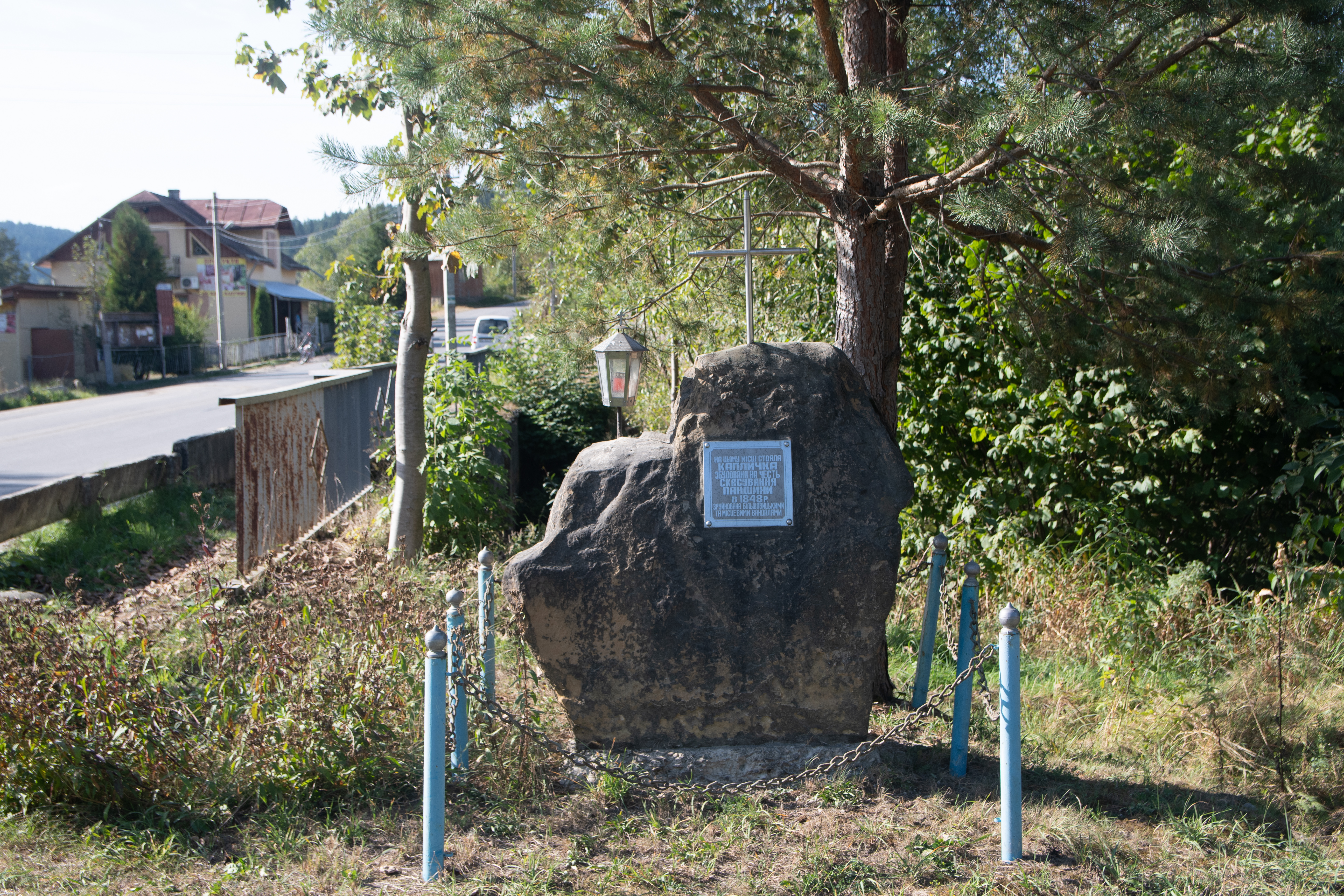
mémorial d'abolition du servage, classé[2], à Novy Kropyvnik,
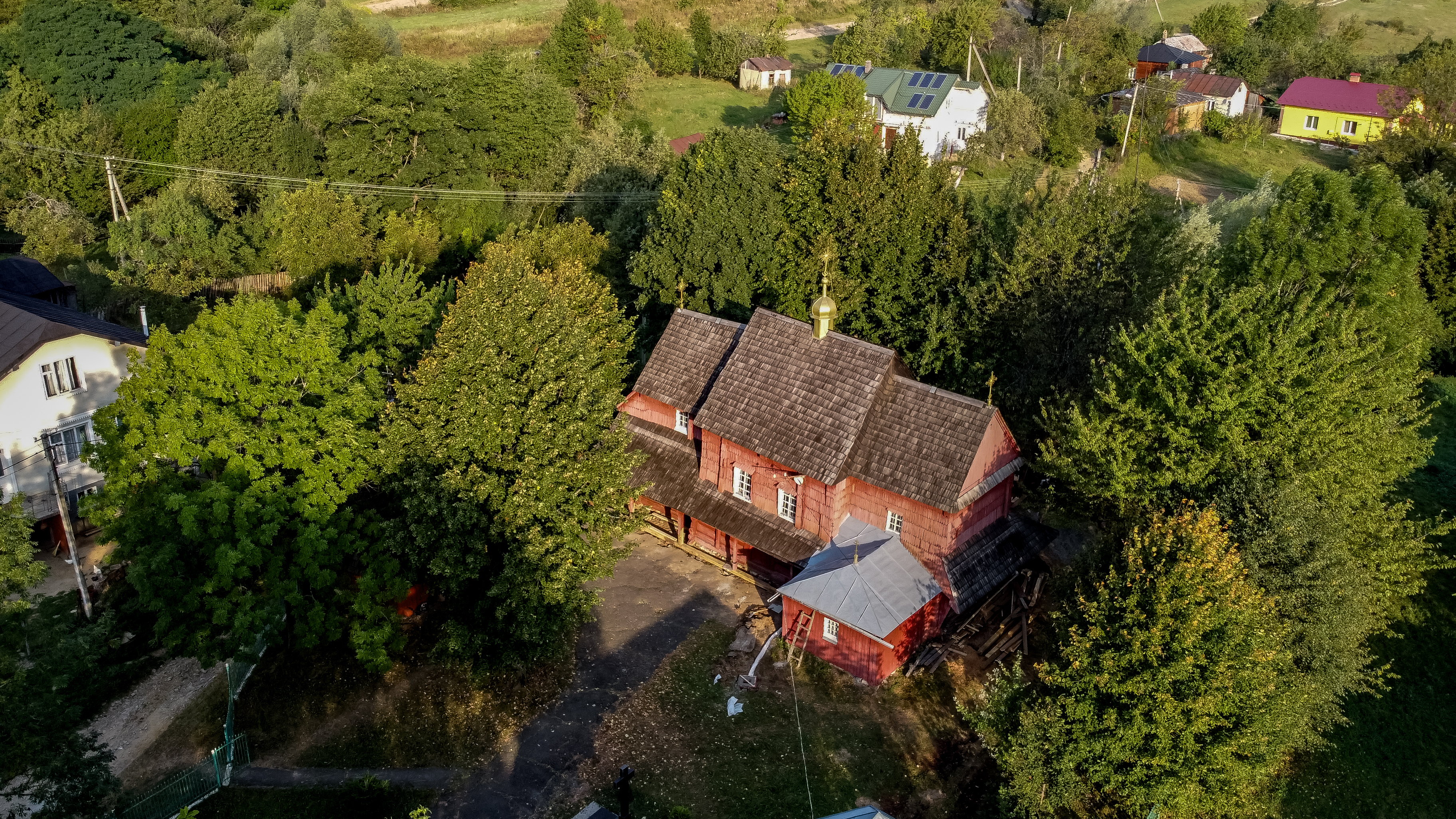
église de l'Intercession, classés[3] à POpely,
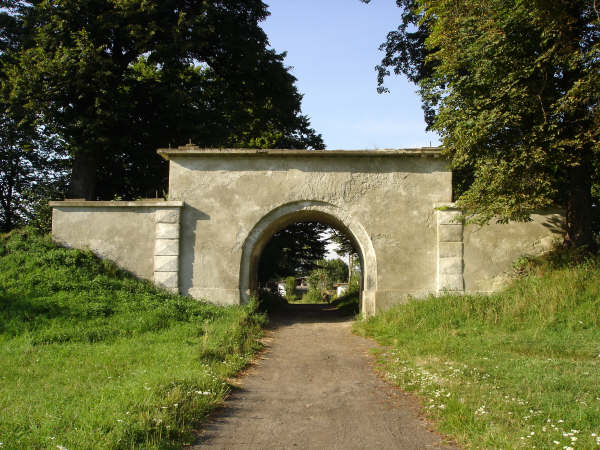
la porte de Rykhtychi, classée
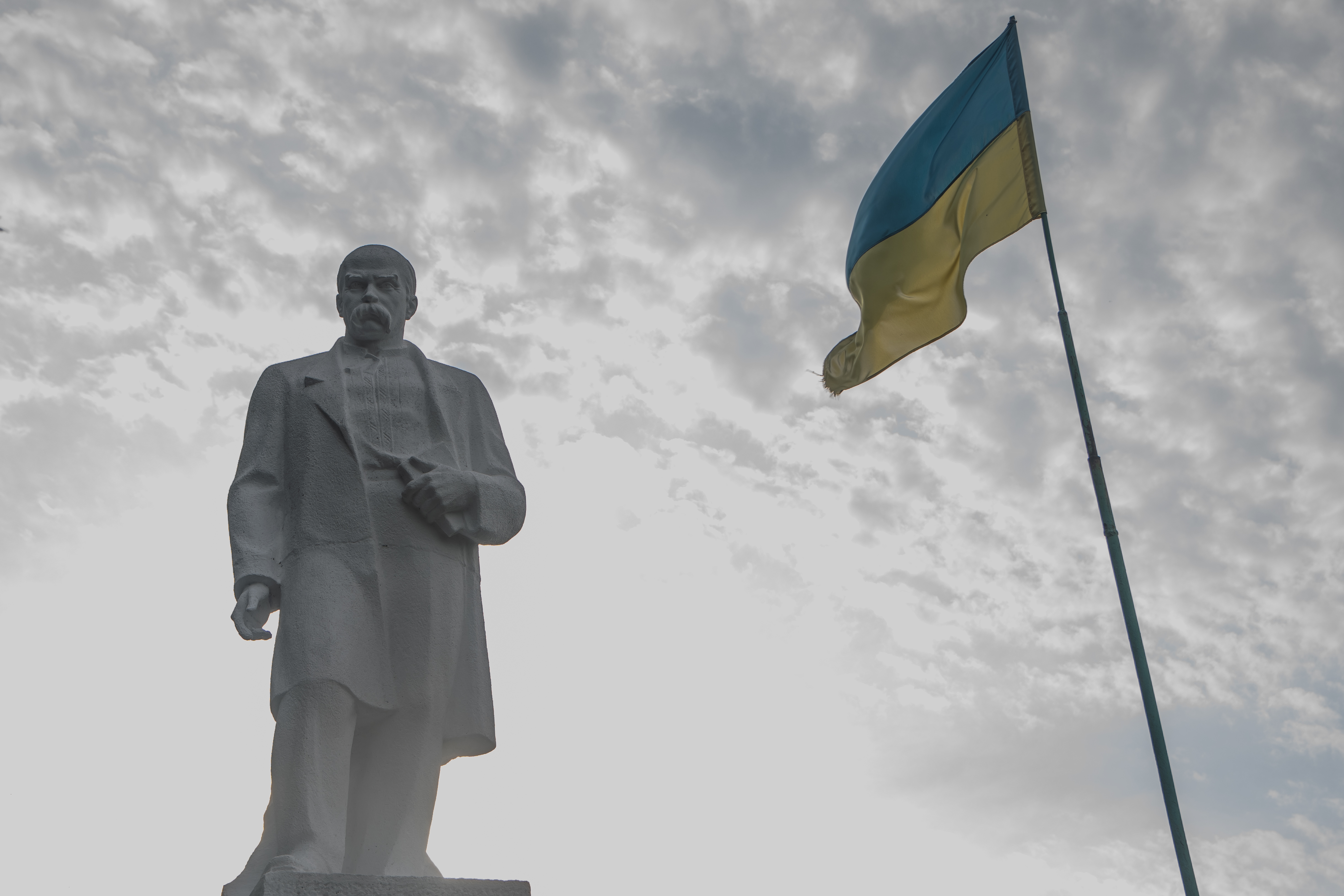
monument à Taras Chevtchenko, classé[5] à Yasenytsia-Silna,
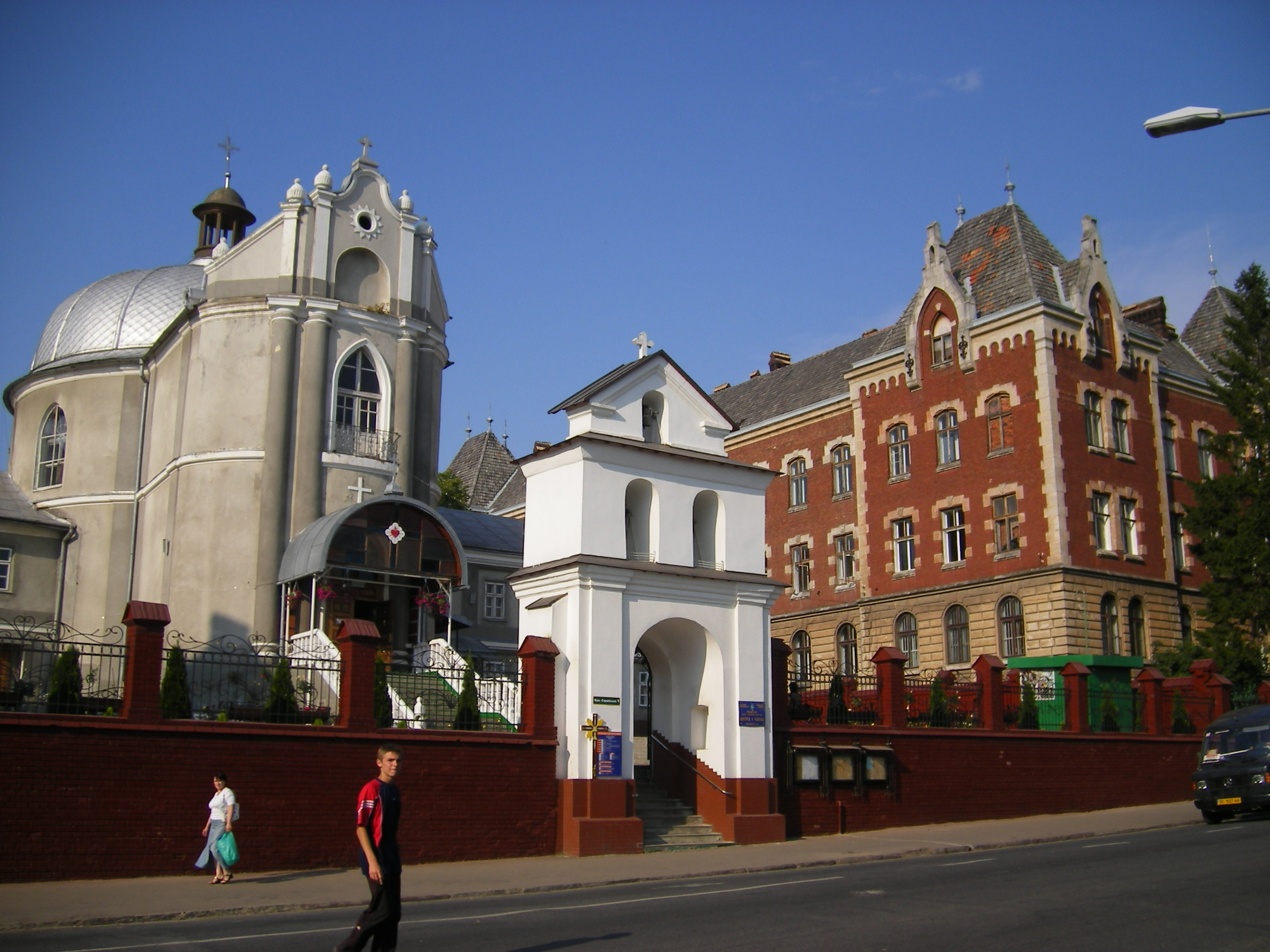
monastère st-Pierre&Paul à Drohobytch, classé[6].